# Малевич, Владимир Анатольевич
Владимир Анатольевич Малевич (род. 2 июля 1985, Зея, Амурская область) — российский хоккеист, защитник. Тренер.

## Биография
Начал заниматься хоккеем в школе «Смена» (Тында). В 2001 году вместе с Виталием Горбачёвым перешёл в «Крылья Советов». В сезоне 2001/02 дебютировал в первой лиге за «Крылья Советов-2» (3 матча), в следующем сезоне провёл 21 матч за «Крылья Советов-2» и два — за «Нефтехимик-2». Сезон 2003/04 отыграл в белорусском клубе «Химволокно» Могилёв, в конце вновь играл за «Нефтехимик-2», также сыграл два матча в Суперлиге за «Нефтехимик». Сезон 2004/05 провёл в «Нефтехимике-2», в конце сезона провёл 6 матчей за «Мечел-2». Сезон 2005/06 начал в «Тракторе» и "«Тракторе-2», затем перешёл в «Липецк». Сезон 2006/07 провёл, выступая за воскресенские «Химик» и «Химик-2». Сезон 2007/08 провёл в «Химволокне». В сезоне 2008/09 сыграл три матча за «Нефтехимик» в КХЛ, затем вернулся в «Химволокно». В сезоне 2009/10 провёл 17 матчей за «Нефтехимик», в следующем — 8 матчей за «Металлург» Жлобин и 33 — за «Могилёв». Сезон 2011/12 отыграл в команде ВХЛ «Донбасс», затем выступал в КХЛ за команды «Витязь» Подольск — Чехов (2012/13 — 2013/14), «Атлант» Мытищи и «Торпедо» Нижний Новгород (2014/15), «Сочи» (2015/16). Сезон 2016/17 начал в команде ВХЛ «Рубин» Тюмень, затем играл в КХЛ за «Югру» Ханты-Мансийск и «Амур» Хабаровск. Сезон 2017/18 провёл в чемпионате Казахстана «Арлан» Кокшетау. Сезон 2018/19 начал в «Северстали», затем перешёл в «Арлан».
В мае 2020 года появилась информация, что Малевич и бывший вратарь «Салавата Юлаева» Андрей Гаврилов подозреваются в организации договорного матча в Беларуси.
В сезоне 2021/22 играл за турецкий «Зейтинбурну» и шведский «Бурос».
С сезона 2024/15 — тренер в команде НМХЛ «Гранит» Чехов.